# Metawithius yurii
Metawithius yurii är en spindeldjursart som först beskrevs av Vladimir V. Redikorzev 1938.  Metawithius yurii ingår i släktet Metawithius och familjen Withiidae. Inga underarter finns listade i Catalogue of Life.